# Neopelma
Neopelma é um género de ave da família Pipridae.
Este género contém as seguintes espécies:
- Neopelma aurifrons
- Neopelma chrysocephalum
- Neopelma chrysolophum
- Neopelma pallescens
- Neopelma sulphureiventer